# 沾水筆

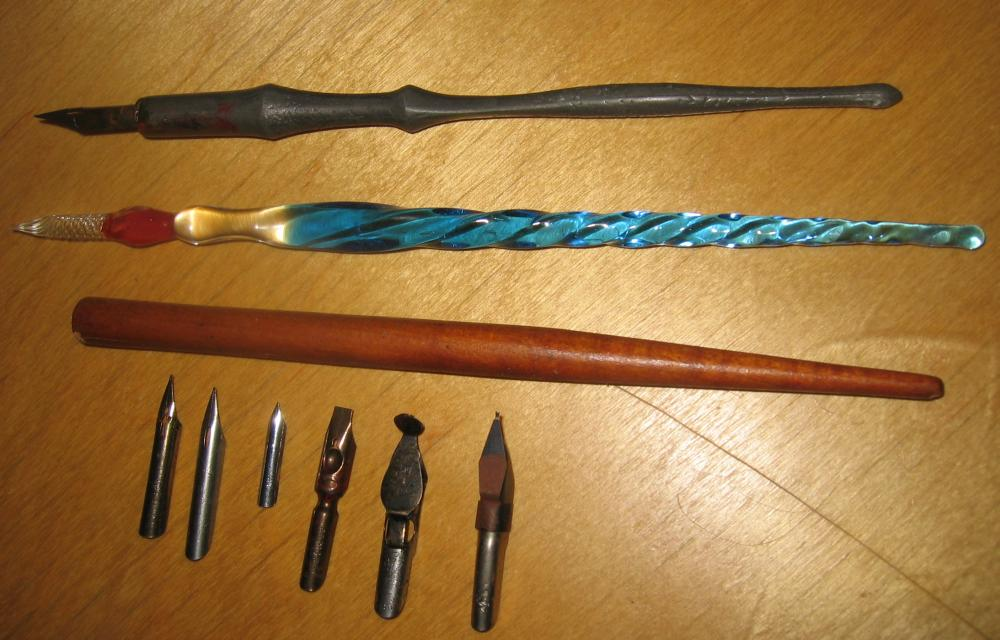
三隻沾水筆，六個筆頭。

沾水筆，又称蘸水笔，是一種書寫或繪畫专用的勾线笔，是用筆尖沾上墨水然後書寫或繪畫，可畫出具變化的線條。
沾水筆是從古代的羽毛筆和蘆葦筆演化出來，後續更發展成用相似原理的鋼筆。
因為較鋼筆（自來水筆）便宜，可低成本製造在一些需要固定書寫的場合使用到二戰後之初。但使用瓶裝墨水不能儲存，所以有書寫時一直要打開的不便，現時主要用於繪畫或書法。

## 筆尖
- G筆尖：能夠畫出豐富的線條，又分為軟G和硬G，常常用來繪製主線。
- D筆尖：又稱為匙筆尖，可以用來畫效果線，適合筆壓大的人。
- 圓筆尖：用來細部，筆尖小，線條細。
- 學生筆尖：用來繪製背景或是沒有生命的東西，適合筆壓大的人。
- 书写笔尖：用于书写，最常见的款式一头是不锈钢笔尖，另一头是塑料，不用时可以反过来将笔尖插入笔杆便于收藏和运输。

## 筆桿
筆桿大致分兩種：
- 兩用筆桿：因為圓筆尖大小和其他三種筆尖不同(較小)，所以兩用筆桿可以裝所有筆尖
- 單用筆桿：就分為圓筆尖以及其他筆尖專用的筆桿。

## 使用墨水
沾水筆必須沾墨，才能进行书写、画图，墨水也分成幾種：
- 製圖墨水：不防水，但是顏色黑，且便宜。
- 耐水性墨水：防水，但是較稀，也比製圖墨水貴。

## 相关工具
- 钢笔
- 碳素笔
- 针管笔